# Wilma Stockenström
Wilma Stockenström est une poétesse sud-africaine, née à Napier dans l'Overberg District de la Province du Cap le 7 août 1933 .
Elle écrit en afrikaans.
Elle est surtout connue internationalement à travers la traduction de son roman Die kremetartekspedisie par J. M. Coetzee (The Expedition to the Baobab Tree).
Elle reçoit le Prix Hertzog 1987 pour Abjater wat so lag.
En plus de son travail d'écriture, elle a effectué des traductions et même joué quelques rôles comme actrice.

## Œuvre traduite en français
- Le Baobab (The Expedition to the Baobab Tree), trad. de l'anglais par Sophie Mayoux, Marseille, Éditions Rivages, 1985, 120 p.  (ISBN 2-903059-63-2) ; réed. 2000  (ISBN 2-7436-0712-2).

## Source
- Encyclopaedia Universalis [3]
- Bibliographie complète sur le site de Poetry International[1]